# Coulanges, Loir-et-Cher
Coulanges là một xã cũ thuộc tỉnh Loir-et-Cher trong vùng Centre-Val de Loire miền trung nước Pháp. Ngày 1 tháng 1 năm 2017, Coulanges sáp nhập vào xã mới Valloire-sur-Cisse.